# Ковалёв, Николай Александрович (инженер)
Николай Александрович Ковалёв (1911 — ?) — советский инженер-механик, организатор автомобильной промышленности в СССР, лауреат Ленинской премии.

## Биография
Николай Александрович Ковалёв родился в 1911 году.
- 1930 год — 1946 год — работал на Московском автомобильном заводе имени И. В. Сталина последовательно от рабочего до ведущего конструктора.
- 1937 год — окончил Московский механико-машиностроительный институт им. Н. Э. Баумана.
- 1939 год — принят в члены ВКП (б)
- 1946 год — 1949 год — работа парторгом ЦК КПСС и секретарём парткома завода ЗИС.
- 1949 год — 1950 год — заведующий отделом машиностроения Московского городского комитета ВКП (б).
- С 1950 года — заместитель директора НИИ технологии автомобильной промышленности (НИИТАП).

## Награды и звания
- 1966 год — Ленинская премия (наряду с А. В. Бутузовым, В. Д . Вербицким, М. Н. Ефимовым, Н. А. Матвеевым, Б. А. Пепелиным, И. Б. Соколом, К. Л. Раскиным, В. И. Зильбербергом) за участие в создании и внедрении типового автоматического производства деталей машин методом литья по выплавляемым моделям[1][2].